# 巴區號驅逐艦 (DD-363)
巴區號驅逐艦（舷號DD-363）是一艘隸屬於美國海軍的驅逐艦，為波特級驅逐艦的八號艦。她是美國第二艘以巴區為名的軍艦，紀念美國內戰時期的海軍軍官佐治·巴區（George B. Balch）。
巴區號於1934年5月16日開始建造，在1936年3月24日下水，1936年10月20日服役。巴區號接著到太平洋加入戰鬥部隊（Battle Force），並參與多次艦隊解難演習。1941年日軍突襲珍珠港前，巴區號正跟隨企業號航空母艦的第8特遣艦隊增援威克島，剛好避過攻擊。此後巴區號跟隨企業號參與馬紹爾及吉爾伯特群島突襲、空襲東京、中途島海戰和瓜島戰役，並在1943年調到北太平洋參與阿圖島戰役和茅舍行動，協助盟軍重奪阿留申群島。1944年巴區號調回南太平洋，支援新畿內亞戰役，然後在7月調到大西洋負責護航任務，直到戰爭結束。1945年巴區號退役除籍，並在1946年出售拆解。
巴區號在二戰共獲得六枚戰鬥之星。